# Олександрів Микола Алімпійович
Олександрів Микола Алімпійович (? — ?) — підполковник Армії УНР.

## Біографія
Станом на 1 січня 1910 року — штабс-капітан 123-го піхотного Козловського полку (місто Курськ). Останнє звання у російській армії — підполковник.
З 1 серпня 1920 року — помічник начальника постачання Дієвої Армії УНР. 
Подальша доля невідома.